# El Moreno
El Moreno är en ort i Mexiko.   Den ligger i kommunen Progreso de Obregón och delstaten Hidalgo, i den sydöstra delen av landet, 100 km norr om huvudstaden Mexico City. El Moreno ligger 2 031 meter över havet och antalet invånare är 1 024.
Terrängen runt El Moreno är kuperad åt nordväst, men åt sydost är den platt. Runt El Moreno är det tätbefolkat, med 308 invånare per kvadratkilometer. Närmaste större samhälle är Progreso de Alvaro Obregon, 6,0 km söder om El Moreno. Trakten runt El Moreno består till största delen av jordbruksmark.